# Seznam letalskih asov druge kitajsko-japonske vojne
Seznam letalskih asov druge kitajsko-japonske vojne.

## Kitajska
- Liu Chi-Sun -                         11.33
- Wang Kuang-Fu -                       8.5
- Kao Yu-hsin -                         8
- Kuan Tan -                            8
- Yuan Pao-Kang -                       8
- Chow Che-Kei -                        6
- Chen Chi-Wei -                        5
- Tsang S-L. -                          5